# Khoảng cách Manhattan

So sánh giữa khoảng cách Euclid và khoảng cách Manhattan: Các đường màu đỏ, xanh lam, vàng biểu diễn khoảng cách Manhattan có cùng độ dài (12), trong khi đường màu xanh lục biểu diễn khoảng cách Euclid với độ dài 6×√2 ≈ 8.48.

Khoảng cách Manhattan, còn được gọi là khoảng cách L1 hay khoảng cách trong thành phố, là một dạng khoảng cách giữa hai điểm trong không gian Euclid với hệ tọa độ Descartes. Đại lượng này được tính bằng tổng chiều dài của hình chiếu của đường thẳng nối hai điểm này trong hệ trục tọa độ Descartes
Ví dụ, khoảng cách Manhattan giữa hai điểm: {\displaystyle P1} có tọa độ {\displaystyle (x1,y1)} và điểm {\displaystyle P2} có tọa độ {\displaystyle (x2,y2)} là:
{\displaystyle |x1-x2|+|y1-y2|}